# Emmy Wohanka
Emmy Wilhelmine Wohanka (* 10. Oktober 1909 in Wien; † 25. September 1996 ebenda) war eine österreichische Lehrerin und Schriftstellerin, die vor allem ab 1945, als sie vom Wiener Stadtschulrat zur Mitarbeit an Leseheften und Fibelwerken herangezogen worden war, nebenberuflich als Kinderbuchautorin tätig war.

## Leben
Emmy Wohanka wurde am 10. Oktober 1909 in Wien geboren; hier besuchte sie auch die Lehrerinnenbildungsanstalt und studierte danach Germanistik und Romanistik. Sie beendete ihre Studien mit der Promotion zum Dr. phil.; ihre 1933 erschienene Dissertation behandelt Hans Kaltneker (1895–1919). Ab 1936 war sie als Volksschul- und anschließend als Hauptschullehrerin tätig. Bereits in den 1940er Jahren scheint sie als Lyrikerin und Erzählerin bei Lesungen in der von Elisabeth Muhr-Jordan geleiteten Gaufrauenschaft für Wien auf. Nach dem Zweiten Weltkrieg wurde sie vom Wiener Stadtschulrat zur Mitarbeit an Leseheften und Fibelwerken herangezogen. In weiterer Folge schrieb sie parallel zu ihrer Laufbahn als Lehrerin diverse Bücher für den Stadtschulrat, wobei fast alle ihrer Bücher als Klassenlektüre verwendet wurden. Im Jahr 1965 erhielt sie für ihre 25-jährige Mitgliedschaft beim Verein für Geschichte der Stadt Wien die Bronzemedaille, die anlässlich der Hundertjahrfeier des Vereins im Jahr 1953 geprägt worden war, verliehen.
Des Weiteren war Wohanka, die bis 1970 im Schuldienst tätig war, aber auch darüber hinaus an Kinderbüchern arbeitete, Mitglied der IG Autoren. Kurz vor ihrem 87. Geburtstag starb Wohanka in ihrer Heimatstadt und wurde dort am 4. Oktober 1996 auf dem Friedhof Mauer (Gruppe X, Nummer 5) im 23. Wiener Gemeindebezirk Liesing beerdigt.

## Werke (Auswahl)
- 1945: Prinz Pips. Eine Spatzengeschichte aus Schönbrunn
- 1947: Das kleine Wiesenvolk
- 1952: Ein Pony zum Reiten
- 1953: Die Kinder, sie hören es gerne. Geschichten, Rätsel und Reime
- 1955: Rumpelbum. Eine Autobusgeschichte
- 1956: Das lesen wir gerne. II. Wiener Klassenlektüre
- 1957: Aus dem Leben zweier Wiener Kinder. I, II. Geschichten aus dem Alltag
- 1963: Wiener Sagen
- 1964: Der bunte Kreis : Mit 2 Kindern durch das Jahr
- 1965: Zwanzig Jahre Wien. Festschrift
- 1966: Am Sonntag geh’n wir in den Zoo
- 1969: Kinder wie wir